# Schleifberg
Der Schleifberg ist ein Berg im nordwestlichen Odenwald, ca. 1,7 km östlich von Darmstadt.
Der 195,0 m hohe Berg in der Waldgemarkung Darmstadt ist teilweise bewaldet.
Nördlich des Schleifbergs befindet sich der 257,0 m hohe Bordenberg. Südöstlich verläuft die B 426 („Rheinstraße“) und die Modau. Südlich und südwestlich verläuft die Mühltalstraße und die Modau. Am Nordwestrand befindet sich der „Mathildentempel“.

## Toponyme
1. undatiert: Schleifberg
2. heute: Schleifberg

## Etymologie
Die zwei Varianten von schleifen in den Belegen sind auf die Verwendung unterschiedlicher Stammvokale in der Substantivbildung zurückzuführen:
1. Althochdeutsch slîfan und Mittelhochdeutsch slîfen mit der Bedeutung „gleiten, ausglitschen, gleitend sinken“.
2. Althochdeutsch und Mittelhochdeutsch slipfen „ausgleiten, fallen“ und ein weiteres schwaches Verb Althochdeutsch und Mittelhochdeutsch sleifen, sleipfen „gleitend machen, lassen“.

Die durch Monophthongierung von /ɑɪ/ auf /ɑ:/ entstanden /a/-Formen gehen auf Letzteres zurück.
Die /i/-Formen gehen auf sli(p)fen zurück.
Schleif-Namen bezeichnen in der Regel künstliche Anlagen, wo etwas schleift oder geschleift werden kann.
Schleifen und Schleifwege im Wald sind Wege, auf denen das geschlagene Holz weggeschleift werden kann.
Im Acker- und Wiesenland sind es unbefestigte – oft vorübergehend angelegte Wege und Ein- und Ausfuhrstellen – oder abschüssige Stellen; Althochdeutsch sleifa, sleipfa „Schleife, Holzrutsche“; Mittelhochdeutsch sleife,
sleipfe „durch Schleifen (des Holzes) entstandene Spur, Weg“.